# Барбоса, Александер
Алекса́ндер Науэ́ль Барбо́са Ульу́а (исп. Alexander Nahuel Barboza Ullúa; родился 16 марта 1995 года, Буэнос-Айрес, Аргентина) — аргентинский футболист, защитник клуба «Либертад».

## Биография
Барбоса — воспитанник клуба «Ривер Плейт». Летом 2015 года для получения игровой практики Александер на правах аренды перешёл в «Атлетико Рафаэла». 18 июля в матче против своего родного клуба «Ривер Плейт» он дебютировал в аргентинской Примере. В этом же поединке Барбоса забил свой первый гол за «Атлетико Рафаэла». В начале 2016 года Александер на правах аренды присоединился к «Дефенса и Хустисия». 7 февраля в матче против «Унион Санта-Фе» он дебютировал за новый клуб. 26 сентября в поединке своего родного клуба «Ривет Плейт» Барбоса забил свой первый гол за «Дефенсу и Хустисию». Летом 2017 года Александер вернулся в «Ривер Плейт». 18 сентября в матче против «Сан-Мартин Сан-Хуан» он дебютировал за основной состав. В том же году Барбоса помог клубу выиграть Кубок Аргентины. В начале 2018 года он вновь на правах аренды перешёл в «Дефенса и Хустисия».
В июле 2019 года Барбоса за 2,7 млн евро был продан «Индепендьенте».

## Достижения
Командные
 «Ривер Плейт»
- Обладатель Кубка Аргентины — 2017